# Relaciones Estados Unidos-Surinam
Las relaciones Estados Unidos-Surinam son las relaciones diplomáticas entre Estados Unidos y Surinam. Según el Informe de liderazgo global de EE. UU. de 2012, el 51% del pueblo de Surinam aprueba el liderazgo de EE. UU., con un 4% de desaprobación y un 45% de incertidumbre, la quinta calificación más alta para cualquier país encuestado en América.

## Historia
Desde el restablecimiento de un gobierno electo democráticamente en 1991, los Estados Unidos han mantenido relaciones positivas y de beneficio mutuo con Surinam basadas en los principios de democracia, respeto por derechos humanos, estado de derecho, y la autoridad civil sobre los militares. Para fortalecer aún más la sociedad civil y reforzar las instituciones democráticas, los Estados Unidos han brindado capacitación sobre los roles apropiados para los militares en la sociedad civil a algunos de los oficiales militares y tomadores de decisiones de Surinam. Además, narcóticos organizaciones de tráfico están canalizando cantidades crecientes de cocaína a través de Surinam para su reenvasado y transporte a Europa y los Estados Unidos, y de éxtasis para el transporte al Estados Unidos. Para ayudar a Surinam en la lucha contra las drogas y la actividad delictiva asociada, los Estados Unidos han ayudado a capacitar al personal de los escuadrones antidrogas de Surinam. Los Estados Unidos y Surinam también tienen asociaciones significativas en la lucha contra la trata de personas y lavado de dinero.
Desde el año 2000, los EE. UU. Ha donado una base de datos de antecedentes penales a la policía, así como computadoras, vehículos y equipos de radio. Los proyectos a través de los cuales los Estados Unidos han apoyado al sistema judicial incluyen administración de casos y donación de hardware de computadora. Junto con los proyectos de capacitación, estos programas han llevado a una fuerte relación con las entidades encargadas de hacer cumplir la ley en Surinam.
Los Estados Unidos Cuerpo de Paz en Surinam trabajan con el Ministerio de Desarrollo Regional y las comunidades rurales para alentar el desarrollo comunitario en el interior de Surinam.
Surinam está densamente cubierta de bosques, y el mayor interés en la tala comercial y la minería a gran escala en el interior de Surinam ha planteado problemas ambientales. Los Estados Unidos. El Servicio Forestal de los Estados Unidos, el Smithsonian y numerosas organizaciones ambientales no gubernamentales han promovido la cooperación técnica con el gobierno de Surinam para evitar la destrucción de la selva tropical del país, uno de los ecosistemas más diversos del mundo. Los expertos de los Estados Unidos han trabajado en estrecha colaboración con los funcionarios locales de recursos naturales para alentar el desarrollo sostenible del interior y alternativas como ecoturismo. El 1 de diciembre de 2000, UNESCO designó la Reserva Natural de Surinam Central de 16.000 kilómetros cuadrados de Patrimonio de la Humanidad. El sector turismo de Surinam sigue siendo una parte menor de la economía, y la infraestructura turística es limitada (en 2004, unos 145.000 turistas extranjeros visitaron Surinam).
Los esfuerzos de Surinam en los últimos años para liberalizar la política económica crearon nuevas posibilidades para los EE. UU. exportación y inversión. Los EE. UU. Siguen siendo uno de los principales socios comerciales de Surinam, en gran parte debido a la larga inversión de ALCOA en la bauxita minería de Surinam y la industria de procesamiento. Varias empresas estadounidenses representadas por firmas de Surinam que actúan como comerciantes están activas en Surinam, principalmente en los sectores de minería, bienes de consumo y servicios. Las principales exportaciones de Estados Unidos a Surinam incluyen productos químicos, vehículos, piezas de maquinaria, carne y trigo. Los productos de consumo de los Estados Unidos están cada vez más disponibles a través de las numerosas empresas comerciales de Surinam. Las oportunidades para los exportadores de EE. UU., Las compañías de servicios y las empresas de ingeniería probablemente se expandirán durante la próxima década.
Surinam espera que los Estados Unidos y otros inversionistas extranjeros ayuden en el desarrollo comercial de sus vastos recursos naturales y ayuden a financiar mejoras en la infraestructura. Se ha discutido la promulgación de un nuevo código de inversión y una legislación de protección de los derechos de propiedad intelectual que fortalecería el atractivo de Surinam para los inversionistas. la ley de inversiones fue aprobada por la Asamblea Nacional y actualmente está siendo revisada por el Ministerio de Finanzas.
Los Estados Unidos mantienen una embajada en Paramaribo.